# 毛冠菊属
毛冠菊属（学名：Nannoglottis）是菊科下的一个属，为多年生、直立草本植物。该属共有毛冠菊（Nannoglottis carpesioides）等约8种，分布于中国西南部和西北部。